# Tutta la vita in una notte
Tutta la vita in una notte è un film del 1939 diretto da Corrado D'Errico.

## Trama
Maria giovane moglie di un capostazione, sentendosi trascurata dal marito, tra l'altro attratto da una avventuriera di passaggio, inizia una relazione a distanza tramite telegrafo con un addetto ad un'altra stazione ferroviaria. In un incontro fortuito la giovane crede di riconoscere il suo spasimante a distanza, ma Maria si sbaglia l'uomo non è lui.
Quando incontra quello vero con cui aveva dialogato a distanza, trova un uomo orrendamente sfigurato da un lontano incidente, delusa e addolorata Maria decide di tornare dal marito per riconciliarsi con lui.

## Produzione
Prodotto da Federigo D'Avack e Giacomo Dusmet per la Imperator Film S.A. il film fu girato negli studi Pisorno a Tirrenia nall'autunno del 1938.

## Accoglienza

### Critica
« Un film sbagliato, vacuo, solo pieno di una vieta presunzione. Si tratta di un racconto del tutto ordinario, ma i personaggi assumono strani e spropositati atteggiamenti, come se parlassero e agissero sotto un'influenza medianica...» Gino Visentini su Cinema del 10 giugno 1939.